# 脑死
腦死亡或腦死（英語：Brain death）是指腦功能的完全喪失，包括維持生命所必需的不受意志控制的生理活動。它不同於持續性植物狀態，在這種狀態下，人還活著，並且保留了一些自主功能。在昏迷中部分大腦和身體的生理機能仍在持續進行，因而與腦死不同；閉鎖綜合症也不同於腦死。鑑別診斷可以在醫學上區分這些不同的情況。
腦死亡在許多司法管轄區被用作法定死亡（英語：Legal death）的指標，但其定義不一致且經常被公眾混淆。當其他部分不再起作用時，大腦的各個部分可能會繼續發揮作用，並且“腦死亡”一詞已被用來指代各種組合。例如，雖然一部主要醫學詞典顯示“腦（英語：brain）死亡”與“大腦的（英語：cerebral）死亡”同義，但美國國家醫學圖書館醫學主題詞（MeSH）系統將腦死亡定義為包括腦幹。這些區別在醫學上具有重要意義，因為例如，在大腦死亡但腦幹活著的人中，自主呼吸可能會在沒有幫助的情況下繼續進行，而在全腦死亡（包括腦幹死亡）中，只有生命支持設備才能維持氧氣的進出。在某些國家，被歸類為腦死亡的患者可以合法地通過手術切除器官以進行器官捐贈。
随着医学科技的发展，病人的心跳、呼吸、血压等生命体征都可以通过一系列药物和先进设备加以逆转或长期维持。但是如果脑干发生结构性损伤破坏，无论采取何种医疗手段最终都会发展为心脏死亡。因此，与心脏死亡相比，許多學者相信，脑死亡的标准更可靠。在許多國家的法律中，皆採納腦死作為死亡的依據。但在醫學上，被判定腦死的病人，仍然可能表現出生命徵兆，心跳與許多身體器官仍然保持運作，例如進入持續性植物狀態的病患；也曾經有多起病例，被判定腦死的病人，最終復原存活下來，但判定過程不夠嚴謹。
诊断脑死亡必须依据严格而详细的诊断程序来进行确认（比如医师的资格和人数，测试的次数和时间间隔等），一般要求参与器官移植的医生回避。
腦死亡被認為是大腦所有功能的不可逆轉的終結，由於廣泛的神經細胞死亡，以及必須仰賴人工方法維持的呼吸與循環生理活動。腦死亡是1968年隨著重症監護和器官移植醫學的發展而引入的死亡定義。 腦死亡通常被認為是內部死亡的確定標誌或“等同於人類死亡”。

## 判定標準
一般认为，脑死亡应符合以下标准：
1. 自主呼吸停止
2. 不可逆性深度昏迷。无自主性的肌肉活动，但脊髓反射仍可存在
3. 脑干神经反射（顱反射）消失
4. 瞳孔散大或固定，對光線強弱無反應
5. 脑电波消失，呈平直线
6. 脑血液循环完全停止

## 爭議
腦死是否可以作為醫學上死亡判定的最高準則，在醫學界仍有爭議。

## 各國狀況
各国诊断脑死亡的標準不盡相同。目前，世界上许多国家还是采用“哈佛标准”或与其相近的标准；世界上已经有80余个国家和地区承认了脑死亡标准，中华人民共和国于1987年立法的「人體器官移植條例」中，開始將「腦死」納入死亡的判定標準。其後，中華民國行政院衛生署並於2004年8月9日以衛署醫字第0930211265號命令發布「腦死判定準則」全文共12條，並自發布日起施行。

## 外部連結
- （繁體中文）腦死(Brain death) （页面存档备份，存于） 小小整理網站